# Kathetostoma binigrasella
Kathetostoma binigrasella is een straalvinnige vissensoort uit de familie van de sterrekijkers (Uranoscopidae). De wetenschappelijke naam van de soort is voor het eerst geldig gepubliceerd in 2011 door Gomon & Roberts.